# Barrais-Bussolles
Barrais-Bussolles település Franciaországban, Allier megyében. Lakosainak száma 185 fő (2022. január 1.). Barrais-Bussolles Andelaroche, Bert, Droiturier, Lapalisse, Loddes, Saint-Prix és Varennes-sur-Tèche községekkel határos.

## Népesség
A település népességének változása:
| Lakosok száma | 370  | 241  | 222  | 218  | 216  | 197  | 192  | 191  | 187  | 185  |
|               | 1968 | 1982 | 1999 | 2006 | 2011 | 2015 | 2017 | 2018 | 2020 | 2022 |